# Pierre Fabri
Pierre Fabri, eigentlich Pierre Le Fèvre (* 1450 in Rouen; † 1535 in Merey, heute Département Eure) war ein französischer Dichter, Rhetoriker und Romanist.

## Leben und Werk
Pierre Fabri war Pfarrer in Merey. Er veröffentlichte 1521 eine umfangreiche Poetik und Rhetorik des Französischen, die bis 1544 mehrfach aufgelegt und wegen ihres literarhistorischen und sprachgeschichtlichen Interesses 1890 neu herausgegeben wurde.

## Werke
- En lhonneur/ gloire/ et exultation de tous amateurs de lettres et signamment de eloquence Cy ensuyt le grant et vray art de pleine rhetorique. Utille/ proffitable/ et necessaire : a toutes gens qui desirent a bien elegamment parler et escrire. Compille et compose par tresexpert/ scientifique/ et vray orateur maistre Pierre Fabri. En son vivant cure de Meray et natif de Rouen par lequel ung chascun en le lysant pourra facillement/ & aorneement composer/ et faire toutes descriptions : tant en prose comme en rithme. Cestassavoir en prose : comme oraisons/ lettres missives/ epistres/ sermons/ recitz/ collations et requestes. A toutes gens/ & de tous estatz. Item en rithme/ chantz royaulx/ ballades/ rondeaux/ virelays chansons. Et generallement de toutes sortes/ tailles/ et manieres de composition. / Imprime a Rouen. Le xvii. jour de janvier. Mil.ccccc.xxi. avant Pasques. Pour Symon Gruel libraire demeurant audit lieu. Au Portail des libraires. Cum gratia et privilegio regio. Rouen 1521, Genf 1972 ; Paris 1532, 1534, 1539, 1544 ; Lyon 1536
- Le Grand et Vrai Art de pleine rhétorique utille, proffitable et necessaire à toutes gens qui desirent a bien elegament parler et escrire, hrsg. von Alexandre Héron, 3 Bde., Rouen 1889–1890, Genf 1969